# Лопес Саманьего, Эрик Николас
Эрик Николас Лопес Саманьего (исп. Erik Nicolás López Samaniego; родился 27 ноября 2001) — парагвайский футболист, нападающий.

## Клубная карьера
Уроженец Асунсьона, Лопес начал тренироваться в футбольной академии местного клуба «Олимпия» в возрасте 13 лет. В основном составе «Олимпии» он впервые вышел 25 августа 2019 года в матче Примеры Парагвая против «Депортиво Сантани», отметившись забитым мячом на 28-й минуте своего дебюта. В двух последующих матчах «Олимпии» в чемпионате он также отличался забитыми мячами: 30 августа в игре против «Депортиво Капиата» и 15 сентября в игре против «Спортиво Сан-Лоренсо». После такого впечатляющего дебюта его начали сравнивать с другим воспитанником «Олимпии» Роке Санта Крусом. Всего в Клаусуре Парагвая Эрик Лопес провёл 15 матчей и забил 4 мяча, а «Олимпия» стала чемпионом.
18 июля 2020 года было объявлено об аренде Лопеса американским клубом «Атланта Юнайтед 2» и его постоянном переходе в первую «Атланту Юнайтед» в январе 2021 года. 15 декабря 2020 года «Атланта Юнайтед» заключила с Лопесом краткосрочное соглашение на ответный матч четвертьфинала Лиги чемпионов КОНКАКАФ 2020 против мексиканской «Америки». В матче, состоявшемся на следующий день, он дебютировал за «Атланту», выйдя в стартовом составе. 29 мая 2021 года в матче против «Нэшвилла» забил свой первый гол за «Атланту».
22 февраля 2022 года Лопес был взят в аренду клубом чемпионата Аргентины «Банфилд» до конца июня с опциями продления до конца календарного года и покупки 50 % его прав за 1,6 млн USD.
4 августа 2023 года Лопес расторг контракт с «Атлантой Юнайтед» по обоюдному согласию сторон.

## Карьера в сборной
В январе 2020 года дебютировал в составе олимпийской сборной Парагвая в рамках предолимпийского турнира КОНМЕБОЛ.

## Достижения
Олимпия
- Чемпион Клаусуры: 2019